# Fu (Yan’an)

Lage des Kreises Fu auf dem Gebiet der bezirksfreien Stadt Yan’an

Fu (chinesisch 富县, Pinyin Fù Xiàn) ist ein Kreis der bezirksfreien Stadt Yan’an im Norden der Provinz Shaanxi. Er hat eine Fläche von 4.183 km² und zählt 142.891 Einwohner (Stand: Zensus 2020). Sein Hauptort ist die Großgemeinde Fucheng (富城镇).
Im Kreisgebiet befinden sich die Shihongsi-Grotten (石泓寺石窟, Shíhóng sì shíkū), die Tang-zeitliche Kaiyuan-Pagode (开元寺塔, Kāiyuán sì tǎ), die Song-zeitliche Baishan-Pagode (柏山寺塔, Bǎishān sì tǎ), und im Dorf Dong (东村) der Gemeinde Beidaode (北道德乡) die ebenfalls Song-zeitliche Fuyan-Pagode (福严院塔, Fúyán yuàn tǎ), die auf Liste der Denkmäler der Volksrepublik China (6-865) stehen.

## Administrative Gliederung
Auf Gemeindeebene setzt sich der Kreis aus fünf Großgemeinden und zehn Gemeinden zusammen. 